# Dalhousie
Dalhousie es una ciudad y concejo municipal  situada en el distrito de Chamba,  en el estado de Himachal Pradesh (India). Su población es de 7051 habitantes (2011). 

## Demografía
Según el censo de 2011 la población de Dalhousie era de 7051 habitantes, de los cuales 3821 eran hombres y 3230 eran mujeres. Dalhousie tiene una tasa media de alfabetización del 91,31%, superior a la media estatal del 82,80%: la alfabetización masculina es del 94,73%, y la alfabetización femenina del 87,26%.